# Tom Tom Club
Tom Tom Club est un groupe de musique pop américain créé par Chris Frantz et Tina Weymouth en 1981.

## Histoire du groupe
Tina Weymouth, Chris Frantz et David Byrne, étudiants à l'École de design de Rhode Island, avaient fondé le groupe Talking Heads en 1974. Ils sont ensuite rejoints par Jerry Harrison. Au début des années 1980, les liens se distendent, David Byrne devient une rock star charismatique et Jerry Harrison un producteur à succès (Fine Young Cannibals, Crash Test Dummies, No Doubt, etc.). De leur côté, Tina Weymouth et Chris Frantz se lancent dans l'aventure Tom Tom Club. Leur premier album dispense une musique pop fortement rythmée, festive, très influencée par la culture hip-hop, pourtant inconnue du public non-new-yorkais. Les titres Wordy Rappinghood et Pleasure of Love seront des succès, mais c'est surtout le titre Genius of Love (en) qui devient un classique des pistes de danse, à tel point qu'il sera samplé une quarantaine de fois par des artistes aussi importants que 2Pac, Black Eyed Peas, Busta Rhymes, Grandmaster Flash, Nas, Ol' Dirty Bastard ou encore Ziggy Marley. La reprise la plus célèbre de Genius of Love est sans doute le titre Fantasy par Mariah Carey.
Frantz et Weymouth ont contribué au titre 19-2000 du groupe virtuel Gorillaz.